# 래피 캐시디
래피 캐시디(영어: Raffey Cassidy, 2001년 11월 12일 ~ )는 잉글랜드의 배우이다. 영화 《미스터 셀프리지》, 《스노우 화이트 앤 더 헌츠맨》, 《투모로우랜드》에 출연하였다.

## 작품 목록
- 다크 섀도우 (2012)
- 스노우 화이트 앤 더 헌츠맨 (2012) - 어린 백설 공주 역
- 투모로우랜드 (2015) - 아테나 역
- 얼라이드 (2017) - 안나 역
- 킬링 디어 (2017) - 킴 머피 역
- 복스 룩스 (2018)
- 디 아더 램 (2019)
- 화이트 노이즈 (2022)